# Nelarabin
Nelarabin ist ein seltenes Nukleosid. Es besteht aus einer Furanose (Zucker) und dem 6-O-Methylguanin. Es enthält – im Gegensatz zu den meisten Nukleosiden – anstelle der β-D-Ribofuranose die β-D-Arabinofuranose und gehört damit zur Gruppe der Arabinosylnukleoside. Das entsprechende Nukleosid mit Ribose ist das 6-O-Methylguanosin. Nelarabin wird als Zytostatikum verwendet.